# Марина С. Грујић
Марина С. Грујић (Зрењанин, 7. фебруар 1960) српска је књижевница и књижевни критичар.

## Живот
Марина С. Грујић живи и ствара у Зрењанину. Пише поезију, драмске текстове, књижевну критику, есеје, студије и бави се теоријом књижевности за децу. У свом родном граду завршила је основну школу (" Вук Караџић ") и трећу гимназију ( " Др Иван Рибар" ), а 1984. године, на правном факултету у Новом Саду стиче диплому и звање правника. Одмах по завршетку средње школе,запошљава се у градској грађевинској фирми, а касније,по одласку из ње, ради као водитељ,новинар-репортер и уредник у локалним медијима, као стални хонорарни сарадник.За собом има више од две хиљаде биобиблиографских јединица ( Међуопштински и регионални лист " ЗРЕЊАНИН ", новосадски " ДНЕВНИК", часопис " СРПСКА РЕЧ" и друге новине).Од 1996. године запослена је у Градској народној библиотеци " Жарко Зрењанин" у Зрењанину. Године 1994. објављена је њена прва књига и то је почетак њеног јавног бављења књижевношћу. Од тада је прошло више од двадесет година...Те две деценије испуњене су бројним гостовањима и учешћима по позиву на књижевним манифестацијама и сусретима у земљи и иностранству. Марина С.Грујић је добитник бројних награда, признања и плакета, махом за поезију. Сарадник је бројних књижевних часописа у Србији, Црној Гори и Републици Српској.Поезијом, краћим студијама и огледима заступљена је у неколико књижевних зборника, а драмским текстовима у неколико антологија. Аутор је следећих књига: "Анђеоска врата" ( поезија,1994), " Венац Мале Рашке" ( сонетни венац, 1995 ), " Сунчева љуљашка " ( поезија за децу,1996 ), " Дивље маслине" ( поезија, 1998 ), " Бора Карамела " ( драмски игроказ за децу, 2000), " Књижевно дело Милана Туторова " ( књижевна студија, 2004 ) и " Позив у помоћ " ( 2007 ). Сарадник је факултетској читанци " Звездано јато" ( Завод за уџбенике и наставна средства Београд, 1999 ).
Редактор,уредник и приређивач је следећих књига:
- Бајке за лаку ноћ ( бајке у стиху,1999, аутора Благоја Бобе Јованова, постхумно );
- Песмом кроз граматику ( поезија,2000, аутора Милка Лазића);
- Расуло( роман и каталог слика,2009, аутора Олгице М.Глигоров, сликарке, постхумно).

Од 2014. године, главни и одговорни уредник је у издавачкој кући MODUS Зрењанин. Према сценарију Марине С.Грујић, извођени су њени драмолети за децу: " Бора Карамела " у зрењанинском Народном позоришту и на Змајевим дечјим играма у Новом Саду ( 1997 ); " Међу школом и међ' сном", у зрењанинском Културном центру и на Змајевим дечјим играма у Новом Саду ( 2000 ); " Светосавски час " ( у предшколским установама и основним школама у Зрењанину и Средњем Банату; "Живот (и)за осмех(а)" ( омладински метатеатар) у зрењанинском Народном позоришту ( 2002 ) и друга.
Марина С. Грујић појавила се на Ђурђевданском фестивалу дјечје пјесме у Бањалуци као текстописац ( с композитором Милетом Мишом Грујићем ), на ком су њене песме " Ђурђевдан " и " Кићеница " освојиле прво место и награду стручног жирија за најбољи текст.( Прва награђена композиција је из збирке поезије за децу " Сунчева љуљашка" ). Марина С.Грујић је члан Друштва књижевника Војводине и Академије " Иво Андрић".
У припреми од овог аутора:
- " Дезертери љубави ", роман;
- " Златна кочија ", поезија;
- " Насмејани венац", сонетни венац за децу и друго.